# Sconsacrato
Sconsacrato (The Abomination) è il romanzo d'esordio dell'inglese Jonathan Holt, pubblicato nel 2013. Il libro è stato presentato come il primo di una trilogia (The Carnivia Trilogy).

## Trama
La notte dell'Epifania a Venezia viene scoperto il cadavere di una donna travestito da sacerdote cattolico. Delle indagini si occuperà il neo capitano dei carabinieri Caterina Taddei; grazie all'aiuto di Holly Boland (una giovane ufficiale dell'esercito americano) ed a quello del geniale e tormentato Daniele Barbo scoprirà terribili segreti che dalla pulizia etnica nell'ex Jugoslavia continuano a provocare dolore e morte.

## Edizioni in italiano
- Jonathan Holt, Sconsacrato, Newton Compton, Roma 2013 ISBN 978-88-541-5018-8
- Jonathan Holt, Sconsacrato, trad. dall'inglese di Cecilia Pirovano e Nicola Spera ,Newton Compton, Roma 2014 ISBN 978-88-541-6079-8
- Jonathan Holt, Sconsacrato; Profanato; Giustiziato: Carnivia trilogy, traduzione dall'inglese di Cecilia Pirovano, Newton Compton, Roma 2016 ISBN 978-88-541-9132-7